# Intertoto-Cup 1985
Der 19. Intertoto-Cup wurde im Jahr 1985 ausgespielt. Das Turnier wurde mit 44 Mannschaften ausgerichtet.

## Gruppenphase

### Gruppe 1
| Pl. | Verein             | Sp. | S | U | N | Tore    | Diff. | Punkte |
| --- | ------------------ | --- | - | - | - | ------- | ----- | ------ |
| 1.  | Werder Bremen      | 6   | 4 | 1 | 1 | 019:900 | +10   | 09:30  |
| 2.  | Malmö FF           | 6   | 3 | 0 | 3 | 013:500 | +8    | 06:60  |
| 3.  | FC Carl Zeiss Jena | 6   | 2 | 2 | 2 | 006:800 | −2    | 06:60  |
| 4.  | Royal Antwerpen    | 6   | 1 | 1 | 4 | 003:190 | −16   | 03:90  |

|                    | Deutschland Bundesrepublik | Schweden | Deutschland Demokratische Republik 1949 | Belgien |
| ------------------ | -------------------------- | -------- | --------------------------------------- | ------- |
| Werder Bremen      |                            | 2:1      | 3:0                                     | 5:1     |
| Malmö FF           | 5:1                        |          | 2:0                                     | 5:0     |
| FC Carl Zeiss Jena | 2:2                        | 1:0      |                                         | 2:0     |
| Royal Antwerpen    | 0:6                        | 1:0      | 1:1                                     |         |

### Gruppe 2
| Pl. | Verein             | Sp. | S | U | N | Tore    | Diff. | Punkte |
| --- | ------------------ | --- | - | - | - | ------- | ----- | ------ |
| 1.  | FC Rot-Weiß Erfurt | 6   | 3 | 2 | 1 | 016:500 | +11   | 08:40  |
| 2.  | Fortuna Düsseldorf | 6   | 3 | 1 | 2 | 011:140 | −3    | 07:50  |
| 3.  | RFC Lüttich        | 6   | 1 | 3 | 2 | 008:100 | −2    | 05:70  |
| 4.  | FC Twente Enschede | 6   | 1 | 2 | 3 | 004:100 | −6    | 04:80  |

|                    | Deutschland Demokratische Republik 1949 | Deutschland Bundesrepublik | Belgien | Niederlande |
| ------------------ | --------------------------------------- | -------------------------- | ------- | ----------- |
| FC Rot-Weiß Erfurt |                                         | 6:1                        | 1:1     | 4:0         |
| Fortuna Düsseldorf | 0:3                                     |                            | 4:2     | 4:2         |
| RFC Lüttich        | 2:2                                     | 1:2                        |         | 1:0         |
| FC Twente Enschede | 1:0                                     | 0:0                        | 1:1     |             |

### Gruppe 3
| Pl. | Verein           | Sp. | S | U | N | Tore    | Diff. | Punkte |
| --- | ---------------- | --- | - | - | - | ------- | ----- | ------ |
| 1.  | IFK Göteborg     | 6   | 3 | 1 | 2 | 009:500 | +4    | 07:50  |
| 2.  | Lech Posen       | 6   | 3 | 0 | 3 | 015:140 | +1    | 06:60  |
| 3.  | FC Admira/Wacker | 6   | 3 | 0 | 3 | 013:130 | ±0    | 06:60  |
| 4.  | Brøndby IF       | 6   | 2 | 1 | 3 | 006:110 | −5    | 05:70  |

|                  | Schweden | Polen | Osterreich | Danemark |
| ---------------- | -------- | ----- | ---------- | -------- |
| IFK Göteborg     |          | 0:2   | 2:0        | 2:0      |
| Lech Posen       | 1:4      |       | 4:2        | 5:1      |
| FC Admira/Wacker | 2:1      | 5:3   |            | 3:0      |
| Brøndby IF       | 0:0      | 2:0   | 3:1        |          |

### Gruppe 4
| Pl. | Verein             | Sp. | S | U | N | Tore    | Diff. | Punkte |
| --- | ------------------ | --- | - | - | - | ------- | ----- | ------ |
| 1.  | AIK Solna          | 6   | 3 | 1 | 2 | 012:500 | +7    | 07:50  |
| 2.  | Videoton SC        | 6   | 3 | 1 | 2 | 008:110 | −3    | 07:50  |
| 3.  | Bohemians ČKD Prag | 6   | 2 | 1 | 3 | 012:100 | +2    | 05:70  |
| 4.  | FC St. Gallen      | 6   | 2 | 1 | 3 | 009:150 | −6    | 05:70  |

|                    | Schweden | Ungarn 1957 | Tschechoslowakei | Schweiz |
| ------------------ | -------- | ----------- | ---------------- | ------- |
| AIK Solna          |          | 3:0         | 2:1              | 0:1     |
| Videoton SC        | 1:0      |             | 1:0              | 1:1     |
| Bohemians ČKD Prag | 1:1      | 5:2         |                  | 4:2     |
| FC St. Gallen      | 1:6      | 2:3         | 2:1              |         |

### Gruppe 5
| Pl. | Verein                 | Sp. | S | U | N | Tore    | Diff. | Punkte |
| --- | ---------------------- | --- | - | - | - | ------- | ----- | ------ |
| 1.  | BSG Wismut Aue         | 6   | 3 | 1 | 2 | 009:800 | +1    | 07:50  |
| 2.  | Slavia Prag            | 6   | 3 | 0 | 3 | 017:130 | +4    | 06:60  |
| 3.  | Eintracht Braunschweig | 6   | 3 | 0 | 3 | 015:140 | +1    | 06:60  |
| 4.  | Viking Stavanger       | 6   | 2 | 1 | 3 | 010:160 | −6    | 05:70  |

|                        | Deutschland Demokratische Republik 1949 | Tschechoslowakei | Deutschland Bundesrepublik | Norwegen |
| ---------------------- | --------------------------------------- | ---------------- | -------------------------- | -------- |
| BSG Wismut Aue         |                                         | 4:2              | 3:2                        | 0:0      |
| Slavia Prag            | 2:0                                     |                  | 4:0                        | 5:1      |
| Eintracht Braunschweig | 2:1                                     | 4:1              |                            | 6:3      |
| Viking Stavanger       | 0:1                                     | 4:3              | 2:1                        |          |

### Gruppe 6
| Pl. | Verein        | Sp. | S | U | N | Tore    | Diff. | Punkte |
| --- | ------------- | --- | - | - | - | ------- | ----- | ------ |
| 1.  | Sparta Prag   | 6   | 3 | 2 | 1 | 015:800 | +7    | 08:40  |
| 2.  | Lyngby BK     | 6   | 4 | 0 | 2 | 012:120 | ±0    | 08:40  |
| 3.  | Lechia Gdańsk | 6   | 2 | 1 | 3 | 006:900 | −3    | 05:70  |
| 4.  | FC Zürich     | 6   | 1 | 1 | 4 | 005:900 | −4    | 03:90  |

|               | Tschechoslowakei | Danemark | Polen | Schweiz |
| ------------- | ---------------- | -------- | ----- | ------- |
| Sparta Prag   |                  | 6:2      | 0:0   | 1:1     |
| Lyngby BK     | 1:4              |          | 4:1   | 1:0     |
| Lechia Gdańsk | 3:2              | 0:1      |       | 1:0     |
| FC Zürich     | 1:2              | 1:3      | 2:1   |         |

### Gruppe 7
| Pl. | Verein               | Sp. | S | U | N | Tore    | Diff. | Punkte |
| --- | -------------------- | --- | - | - | - | ------- | ----- | ------ |
| 1.  | Górnik Zabrze        | 6   | 5 | 1 | 0 | 014:500 | +9    | 11:10  |
| 2.  | Zalaegerszegi Építők | 6   | 2 | 2 | 2 | 011:100 | +1    | 06:60  |
| 3.  | BSC Young Boys       | 6   | 2 | 0 | 4 | 012:170 | −5    | 04:80  |
| 4.  | Aarhus GF            | 6   | 1 | 1 | 4 | 012:170 | −5    | 03:90  |

|                      | Polen | Ungarn 1957 | Schweiz | Danemark |
| -------------------- | ----- | ----------- | ------- | -------- |
| Górnik Zabrze        |       | 1:1         | 3:0     | 2:1      |
| Zalaegerszegi Építők | 0:1   |             | 4:0     | 1:0      |
| BSC Young Boys       | 1:4   | 4:1         |         | 0:1      |
| Aarhus GF            | 2:3   | 4:4         | 4:7     |          |

### Gruppe 8
| Pl. | Verein            | Sp. | S | U | N | Tore    | Diff. | Punkte |
| --- | ----------------- | --- | - | - | - | ------- | ----- | ------ |
| 1.  | Maccabi Haifa     | 6   | 4 | 1 | 1 | 013:120 | +1    | 09:30  |
| 2.  | Arminia Bielefeld | 6   | 2 | 2 | 2 | 011:700 | +4    | 06:60  |
| 3.  | SK Sturm Graz     | 6   | 2 | 2 | 2 | 008:600 | +2    | 06:60  |
| 4.  | Beitar Jerusalem  | 6   | 1 | 1 | 4 | 005:120 | −7    | 03:90  |

|                   | Israel | Deutschland Bundesrepublik | Osterreich | Israel |
| ----------------- | ------ | -------------------------- | ---------- | ------ |
| Maccabi Haifa     |        | 2:1                        | 1:1        | 3:0    |
| Arminia Bielefeld | 8:2    |                            | 0:2        | 1:0    |
| SK Sturm Graz     | 1:2    | 0:0                        |            | 4:1    |
| Beitar Jerusalem  | 1:3    | 1:1                        | 2:0        |        |

### Gruppe 9
| Pl. | Verein               | Sp. | S | U | N | Tore    | Diff. | Punkte |
| --- | -------------------- | --- | - | - | - | ------- | ----- | ------ |
| 1.  | TJ Baník Ostrava OKD | 6   | 3 | 2 | 1 | 011:400 | +7    | 08:40  |
| 2.  | Vejle BK             | 6   | 3 | 2 | 1 | 009:800 | +1    | 08:40  |
| 3.  | Lokomotive Sofia     | 6   | 1 | 2 | 3 | 009:130 | −4    | 04:80  |
| 4.  | LASK Linz            | 6   | 0 | 4 | 2 | 006:100 | −4    | 04:80  |

|                      | Tschechoslowakei | Danemark | Bulgarien 1971 | Osterreich |
| -------------------- | ---------------- | -------- | -------------- | ---------- |
| TJ Baník Ostrava OKD |                  | 4:1      | 4:1            | 0:0        |
| Vejle BK             | 1:0              |          | 1:1            | 1:0        |
| Lokomotive Sofia     | 0:2              | 1:3      |                | 4:1        |
| LASK Linz            | 1:1              | 2:2      | 2:2            |            |

### Gruppe 10
| Pl. | Verein               | Sp. | S | U | N | Tore    | Diff. | Punkte |
| --- | -------------------- | --- | - | - | - | ------- | ----- | ------ |
| 1.  | Újpest Budapest      | 6   | 4 | 1 | 1 | 011:500 | +6    | 09:30  |
| 2.  | Vålerenga IF Fotball | 6   | 4 | 0 | 2 | 011:110 | ±0    | 08:40  |
| 3.  | Hammarby IF          | 6   | 2 | 1 | 3 | 014:120 | +2    | 05:70  |
| 4.  | SC Eisenstadt        | 6   | 1 | 0 | 5 | 006:140 | −8    | 02:10  |

|                      | Ungarn 1957 | Norwegen | Schweden | Osterreich |
| -------------------- | ----------- | -------- | -------- | ---------- |
| Újpest Budapest      |             | 3:0      | 2:1      | 3:0        |
| Vålerenga IF Fotball | 2:0         |          | 4:2      | 3:1        |
| Hammarby IF          | 2:2         | 4:0      |          | 4:0        |
| SC Eisenstadt        | 0:1         | 1:2      | 4:1      |            |

### Gruppe 11
| Pl. | Verein                      | Sp. | S | U | N | Tore    | Diff. | Punkte |
| --- | --------------------------- | --- | - | - | - | ------- | ----- | ------ |
| 1.  | MTK-Vörös Meteor Sport Klub | 6   | 4 | 2 | 0 | 017:700 | +10   | 10:20  |
| 2.  | FC Tschernomorez Burgas     | 6   | 2 | 1 | 3 | 011:120 | −1    | 05:70  |
| 3.  | Start Kristiansand          | 6   | 2 | 1 | 3 | 008:120 | −4    | 05:70  |
| 4.  | FC Aarau                    | 6   | 1 | 2 | 3 | 010:150 | −5    | 04:80  |

|                             | Ungarn 1957 | Bulgarien 1971 | Norwegen | Schweiz |
| --------------------------- | ----------- | -------------- | -------- | ------- |
| MTK-Vörös Meteor Sport Klub |             | 5:1            | 3:0      | 3:1     |
| FC Tschernomorez Burgas     | 1:2         |                | 2:0      | 4:1     |
| Start Kristiansand          | 3:3         | 1:0            |          | 2:0     |
| FC Aarau                    | 1:1         | 3:3            | 4:2      |         |

## Intertoto-Cup Sieger 1985
- Werder Bremen
- FC Rot-Weiß Erfurt
- IFK Göteborg
- AIK Solna
- BSG Wismut Aue
- Sparta Prag
- Górnik Zabrze
- Maccabi Haifa
- TJ Baník Ostrava OKD
- Újpest Budapest
- MTK-Vörös Meteor Sport Klub